# Statistický úřad Slovenské republiky
Statistický úřad Slovenské republiky (slovensky Štatistický úrad Slovenskej republiky, zkráceně ŠÚ SR) je ústřední orgán státní správy Slovenské republiky, který koordinuje sběr a zpracování statistických údajů. Důležitou roli hraje při přípravě voleb a referend a při zpracování jejich výsledků. Sídlo má v Bratislavě. Roku 2002 bylo do tohoto úřadu začleněno 8 samostatných krajských správ. Předsedou ŠÚ SR je od září 2022 Peter Peťko.

## Historie
Od 16. února 2007 byla předsedkyní ŠÚ SR Ľudmila Benkovičová. V roce 2012 byla do úřadu opět zvolena. Po dvou funkčních obdobích se dne 19. října 2016 vzdala funkce. V listopadu 2016 se předsedou úřadu stal Alexander Ballek, který se funkce ujal po jmenování prezidentem Andrejem Kiskou dne 24. listopadu 2016. V září 2022 převzal pozici předsedy ŠÚ SR Peter Peťko.